# Zerbrochene Sterne (Kurzgeschichte)
Zerbrochene Sterne (chinesisch 碎星星 / 碎星星, Pinyin Suì xīngxīng) ist eine Science-Fiction-Kurzgeschichte der chinesischen Schriftstellerin Tang Fei, zuerst veröffentlicht im September 2016. Eine deutsche Übersetzung von Karin Betz erschien am 9. März 2020 in der Anthologie Zerbrochene Sterne, herausgegeben vom Heyne Verlag.

## Handlung
Als kleines Mädchen erfährt Tang Jiaming vom Tod ihrer ertrunkenen Mutter. Seitdem sieht sie eine bleiche Frau, die mithilfe der Sterne die Zukunft vorhersagen kann. Diese stehe wortwörtlich „in den Sternen“. Während Tang Jiaming auf die Schule geht, lernt sie wie verschobene oder sogar zerbrochene Sterne die Zukunft zerstören können. Sie zerbricht die Sterne ihrer Mitschülerin Zhu Yin und lässt ihren toten Körper anschließend von Zhang Xiaobo finden, der für sie schwärmte. Anschließend zerbricht sie die Sterne der bleichen Frau und lässt ihr Fleisch von Zhang Xiaobo verzehren, das sei ihm von Geburt an vorherbestimmt gewesen. Anschließend zerbricht Tang Jiaming alle weiteren Sterne, bis beinahe vollkommene Dunkelheit herrscht. Nur ihr eigener Stern leuchtet noch hell am Himmel.

## Kritik
Kai U. Jürgens von diezukunft.de schreibt, die Kurzgeschichte habe „nichts mit Science-Fiction“ zu tun, bleibe aber „aufgrund ihrer irritierenden Stimmung in Erinnerung“.
Anjie Zheng schreibt in Words Without Borders, dass die Kurzgeschichte undurchsichtig und beunruhigend sei („an opaque and unsettling story“). Ohne Untersuchung der Motivation der Charaktere mit befriedigenden Gründen schockieren die monströsen Momente jedoch nur ohne Kontext. („But without further exploring their motivations, these monstrous acts shock without context, without providing a satisfying reason for doing so.“)